# Dievturība
Dievturība (gudsanhænge) er en nyhedensk religiøs bevægelse, som hævder at være den moderne genopstandelse af den oprindelige lettiske folketro, fra før kristianiseringen af de baltiske stammefolk i det 13. århundrede. Dievturības tilhængere kalder sig selv dievtuŗi (ental: dievturis).
Bevægelsen grundlagdes i 1925 af Ernests Brastiņš. Den blev undertrykt af det kommunistiske styre i Lettiske SSR, men blev senere genoplivet efter Letlands genvundne selvstændighed i 1991. Der fandtes i 2006 officielt 649 medlemmer af bevægelsen. Blandt kendte personer har Raimonds Pauls officielt erklæret at være dievturis.